# Amt Schenkenländchen
Het Amt Schenkenländchen is een samenwerkingsverband van 6 gemeenten en ligt in het Landkreis Dahme-Spreewald in de Duitse deelstaat Brandenburg. Het Amt telt 8.888 inwoners. Het bestuurscentrum bevindt zich in de stad Teupitz.

## Gemeenten
Het Amt bestaat uit de volgende gemeenten:
- Groß Köris met de Ortsteilen Klein Köris en Löpten
- Halbe met de Ortsteilen Briesen, Freidorf en Oderin en de gemeentedelen Brand, Massow, Staakmühle en Teurow
- Märkisch Buchholz (stad) met het Ortsteil Köthen
- Münchehofe met de Ortsteilen Birkholz en Hermsdorf
- Schwerin
- Teupitz (stad) met de Ortsteilen Egsdorf, Tornow en Neuendorf